# Eriotheca gentryi
Eriotheca gentryi är en malvaväxtart som beskrevs av André Georges Marie Walter Albert Robyns och S. Nilsson. Eriotheca gentryi ingår i släktet Eriotheca och familjen malvaväxter. Inga underarter finns listade i Catalogue of Life.